# Kathu (Zuid-Afrika)
Kathu is een mijnstadje gelegen in de gemeente Gamagara in de Zuid-Afrikaanse provincie Noord-Kaap. Het ligt ongeveer 12 km van Sishen en precies tussen Upington en Vrijburg aan de nationale weg N14. De belangrijkste economische activiteit is de mijnbouw van ijzererts. Kathu is gesticht in de late jaren 1960 en vroege jaren 1970 toen de tweede ijzerertsmijn geopend werd. In 1979 werd het erkend als gemeente. Vlak bij het stadje is een woud van kameeldoornbomen, welk in 1995 tot natuurerfenisgebied werd verklaard. De oorsprong van de naam "Kathu" wordt volgens een anekdote toegeschreven aan pap die gemaakt wordt door de lokale bevolking van poeder gevonden in de holtes van de kameeldoornboom.

## Kameeldoornboombos
Het bos van kameldoornbomen (Acacia erioloba) is een van de slechts twee bestaanden van deze soort in de wereld. Het andere bos is gelegen tussen Mariental en Rehoboth in Namibië. De uitzonderlijkheid er van werd in begin jaren 1920 erkend toen het bos tot Staatsbos werd verklaard. In 1995 werd het geregistreerd als een Natuurerfenisgebied. Het Kathubos is ongeveer 4.000 hectare groot en deze Kameeldoornbomen leveren steun voor grote weversnesten en worden gebruikt door veel andere soorten vogels en dieren. Onderzoeken hebben aangetoond dat er sprake is een gemiddeld tot hoge dichtheid van soorten dieren en planten, inclusief verschillende, inheemse en beschermde soorten. Men schat dat de grotere bomen in het bos ouder zijn dan 300 jaar.

## Mijnbouw
Het stadje en het bijbehorende industriële gebied van Sishen ontstonden door de delving van ijzererts in de Kalahari. Het is  een van de vijf grootste open dagbouw ijzerertsmijnen in de wereld. De gebruikte apparatuur voor het primaire boren en de 'laden en vervoer' omvat reusachtige vrachtwagens die per lading ongeveer 260 ton erts kunnen vervoeren. De mijnshovels die worden gebruikt om deze vrachtwagens te laden kunnen meer dan 800 ton wegen en de boorapparatuur kan gaten boren van tot 400 mm voor springdoeleinden. Sommige van 's werelds langste ertstreinen reizen door het onherbergzame gebied op de Sishen-Saldanha spoorweglijn om te ontladen in Saldanhabaai. Kumba Iron Ore is het belangrijkste mijnbouwbedrijf in Kathu.

## Archaeologische locatie van Kathu
Aanzienlijke steentijd locaties komen voor in en rond Kathu en op aangrenzend boerderijen. Zij zijn onderwerp van archaeologisch onderzoek.
De belangrijkheid van de locaties werd deels onderstreept in het november 2012 nummer van het tijdschrift Science waarin Jayne Wilkins en collega's bewijs onthulden van 500.000 jaar oude speerpunten (opgegraven door Peter Beaumont in 1979-1982). Men beweerde dat deze de vroegste stenen speerpunten zijn die ooit zijn gevonden. Deze conclusie, deels gebaseerd op een onderzoek naar de slijtage, werd getrokken om aan te geven dat menselijke voorouders 200.000 jaar eerder wapens met stenen punten voor de jacht gebruikten dan vroeger werd aangenomen. Wilkins wordt aangehaald zeggende dat de vondst meer is dan een simpele verschuiving van de prehistorie van stenen speerpunten. Het plaatst deze speren duidelijk in de handen van Homo heidelbergensis. "Hedentijdse voedselverzamelaars gebruiken zulke gereedschappen om te jagen op groot wild als onderdeel van gemeenschappelijke en strategische jachten. Misschien deden onze voorouders dit ook. "